# Donato y Estéfano
Donato y Estéfano fue un dúo de pop latino formado en Estados Unidos entre Fabio Alfonso Salgado (Estéfano), nativo de Manizales, Colombia, y Donato Póveda de Santiago de Cuba, en 1991.

## Biografía de Donato
Donato nació en Santiago de Cuba en 1965, y se trasladó con su familia a La Habana cuando apenas contaba dos años. A los 8, tocaba la guitarra y cantaba. Gracias a sus dotes, el Estado le garantizó la entrada en el conservatorio nacional.
Su padre, en desacuerdo con el mundo artístico al que no veía como una forma de vida honesta y viril, lo inscribió en una escuela militar, dentro de la cual formó su propia banda de rock and roll. Escuchaba la música que llegaba desde las emisoras en Miami.
Donato confesó que, en aquella época, odiaba la música cubana. Pero no fue el rock and roll lo que le llevó a recorrer el mundo y le permitió salir de Cuba con los permisos de las autoridades. Fue la Nueva Trova Cubana que, en aquellos años, se daba a conocer en todo el mundo con inusitado éxito.
Su presencia en un festival de música popular en La Habana, le había adscrito al movimiento, lo que le permitió viajar a España, Bélgica y México como embajador de la música cubana.
Mientras, acabó sus estudios de pedagogía y regaló el título a su madre.
En 1989 Donato Póveda viajó a Venezuela para quedarse. Allí fue contratado por Sony Music.
Más tarde se mudó a Miami donde comenzó a componer para Julio Iglesias, José Luis Rodríguez, Chayanne, Willy Chirino y Ana Torroja, entre otros.
Un día conoció a otro músico recién llegado a Miami (Estéfano) que le pidió unos teclados para una de sus composiciones, ese día comenzaron a componer juntos.

## Biografía de Estéfano
Estéfano nació como Fabio Alfonso Salgado en Manizales en 1966, en el seno de una familia de Colombia que lo crió en Santiago de Cali. Desde joven se consideraba amante de una música que él llama "de consumo", porque era la que sonaba en la radio y que su madre cantaba por la casa. Su padre, de vez en cuando, seguía el ritmo con cualquier objeto. A los cuatro años soñaba que "El Niño Dios" le regalaría una guitarra; ya tenía claro que lo suyo era el pop, la música popular que invitaba a vivir, a bailar y divertirse.
A los 12 años hacía coros en grabaciones de otros. A los 15 compuso sus primeros temas, y a los 16 se mudó a Bogotá, donde empezó a cantar y a componer melodías para publicidad, hasta que le encargaron un tema para una telenovela, lo cual derivó en que Estefani terminó escribiendo toda la banda sonora de la serie.
Dos años más tarde fue contratado por una discográfica en Medellín, con la que grabó su primer disco y recorrió el país para presentarse en conciertos que el público no acabó de entender. La cultura musical del país, en aquellos años, estaba reducida a la música folclórica y a unos cuantos nombres internacionales que llegaban del exterior.
Con aquella experiencia, Estéfano quedó convencido de que debía marcharse del país, si quería triunfar en su vocación y su profesión. Decidido, se marchó a Miami y recorrió una por una toda las compañías discográficas sin obtener nada concreto. Sin embargo, su vida estaría a punto de cambiar luego de su encuentro con Donato, su futuro compañero musical.

## Historia del dúo
Estefano conoció a Emilio Estefan Jr., quien eligió algunas de sus canciones para ser grabadas, primero en el álbum de Gloria Estefan Mi Tierra, y después para el primer álbum de Jon Secada en español. Estos dos álbumes consiguieron sendos Premios Grammy en 1993 y 1995 respectivamente. Después vendría una larga lista de colaboraciones con intérpretes como Julio Iglesias, José Luis Rodríguez, Chayanne, Myriam Hernández, Paulina Rubio, Azúcar Moreno, Alejandro Fernández, Mercurio, Shakira y Laura Pausini, entre tantos otros artistas que reversionaron las canciones de Estefano.
El encuentro con Donato, propiciado por Emilio Estefan Jr., fue el comienzo de una exitosa colaboración a dúo como Donato y Estefano. La misma, además de impulsar las ambiciones musicales de ambos integrantes, sirvió para abrir la percepción del público hispanohablante y latinoamericano a una serie de ritmos y sonidos que, aunque procedentes de África, evolucionaron en Cuba, dando paso a gran parte de los ritmos caribeños tal como hoy se los percibe, usualmente mezclados con pop latino; Donato y Estefano fueron pioneros dentro de este subgénero musical.
Además de situar sus canciones en los primeros lugares de las listas en América Latina, España y Estados Unidos, el éxito comercial y de crítica del dúo ayudó a cimentar la reputación de Estéfano como uno de los compositores jóvenes más solicitado y prestigiado de la década de 1990.
Thalia ayudó al dúo a ganar aún mayor popularidad con "Estoy enamorada", su versión del clásico de Donato y Estefano "Estoy enamorado".
En 2001 el grupo anunció su separación, y desde entonces los dos músicos se han dedicado principalmente a componer canciones para otros artistas y/o a colaborar como productores en nuevos discos de diversos artistas latinos.

## Discografía
- Mar adentro (1995)
- Entre la línea del bien y la línea del mal (1997)
- De hombre a mujer (1999)
- Lo mejor de Donato y Estéfano (2000)

## Sencillos
- 1995: Sin ti (#7: EUA Latin Pop Airplay;[4] #26: EUA Hot Latin Tracks)[5]
- 1995: Y bailo (#9: EUA Latin Pop Airplay)[4]
- 1995: Estoy enamorado (#4: EUA Latin Pop Airplay;[4] #31: EUA Hot Latin Tracks)[5]
- 1995: Mar adentro
- 1996: Te estoy amando
- 1996: Naturaleza (con Julio Iglesias) (#8: EUA Latin Pop Airplay)[4]
- 1997: Entre la línea del bien y la línea del mal (#13: EUA Latin Pop Airplay)[4]
- 1997: Mi Dios y mi cruz
- 1998: Con su blanca palidez
- 1999: De la tierra al cielo
- 1999: Quien te quiera como yo
- 1999: De hombre a mujer
- 1999: Somos tu y yo

## Colaboraciones como productores
Han colaborado con otros cantantes como:
- Chayanne
- Alexandre Pires
- Ricky Martin
- Enrique Iglesias
- Paulina Rubio
- Thalía